# V. V. Sivarajan
V.V. Sivarajan (1944 - 1995) fue un botánico, profesor indio, que desarrolló actividades académicas en el "Departamento de Botánica, de la Universidad de Calicut.

## Algunas publicaciones
- A new species ofThottea (Aristolochiaceae) from India. Plant Systematics and Evolution 150 ( 3-4 ) : 201-204, DOI: 10.1007/BF00984196
- ------------, Indu Balachandran, Babu, A. A new species of Thottea Rottb. (Aristolochiaceae) with notes on the identity of Thottea siliquosa. Indian J. Forestry

### Libros
- ------------, N. K. P. Robson. 1991. Introduction to the principles of plant taxonomy. Ed. Cambridge University Press. 292 pp. ISBN 0521356792 En línea
- ------------, Indira Balachandran. 1994. Ayurvedic drugs and their plant sources. Ed. Oxford & IBH Pub. Co. 570 pp. ISBN 8120408284
- ------------, A.K. Pradeep. 1996. Malvaceae of southern peninsular India: a taxonomic monograph. Ed. Daya Pub. House. 312 pp. ISBN 8170351529
- ------------, Philip Mathew. 1997. Flora of Nilambur (Western Ghats, Kerala). Ed. Bishen Singh Mahendra Pal Singh. 900 pp. ISBN 8121101018

## Honores

### Epónimos
- (Annonaceae) Orophea sivarajanii N.Sasidharan[1]
- (Aristolochiaceae) Thottea sivarajanii E.S.S.Kumar, A.E.S.Khan & Binu[2]
- (Balsaminaceae) Impatiens sivarajanii M.Kumar & Sequiera[3]
- (Convolvulaceae) Stictocardia sivarajanii Biju, Pushp. & P.Mathew[4]
- (Eriocaulaceae) Eriocaulon sivarajanii R.Ansari & N.P.Balakr.[5]
- (Menyanthaceae) Nymphoides sivarajanii K.T.Joseph[6]
- (Poaceae) Dimeria sivarajanii N.Mohanan & Ravi[7]
- (Poaceae) Tripogon sivarajanii Sunil[8]

- La abreviatura «Sivar.» se emplea para indicar a V. V. Sivarajan como autoridad en la descripción y clasificación científica de los vegetales.[9]